# Cypr Północny
Cypr Północny (tur. Kuzey Kıbrıs), oficjalnie Turecka Republika Cypru Północnego (tur. Kuzey Kıbrıs Türk Cumhuriyeti) – państwo częściowo uznawane na arenie międzynarodowej, zajmujące północną część śródziemnomorskiej wyspy Cypr zamieszkiwaną przez ludność pochodzenia tureckiego. Republika obejmuje ok. 25% ludności i 36% terytorium wyspy.

## Ustrój polityczny
Cypr Północny posiada własny rząd, parlament, konstytucję i hymn (İstiklâl Marşı). Parlament liczy 50 członków wybieranych w wyborach powszechnych co 5 lat, prezydent wybierany jest co 5 lat. Dwie największe partie polityczne to Partia Jedności Narodowej oraz Turecka Partia Republikańska.
Cypr Północny administracyjnie został podzielony na 6 dystryktów, jednak z punktu widzenia Republiki Cypryjskiej jego tereny wciąż wchodzą w skład jednostek administracyjnych Cypru.

## Uznanie międzynarodowe
Jedynym państwem oficjalnie uznającym na arenie międzynarodowej Cypr Północny jest Turcja. Organizacja Narodów Zjednoczonych uznaje to terytorium za obszar Cypru pod turecką okupacją. W 2004 Cypr Północny został formalnym członkiem Organizacji Współpracy Islamskiej. W tym samym roku Zgromadzenie Parlamentarne Rady Europy nadało Turkom cypryjskim status obserwatora. Nachiczewańska Republika Autonomiczna wydała rezolucję uznającą niepodległość Cypru Północnego, czego jednak nie uczynił sam Azerbejdżan. W październiku 2012 Cypr Północny został obserwatorem Organizacji Współpracy Gospodarczej.
Unia Europejska konsekwentnie odmawia uznania Cypru Północnego i nazywa teren republiki obszarem Republiki Cypru pod turecką okupacją.

## Historia (kalendarium)
- 11 tys. lat p.n.e. – pierwsi osadnicy na wyspie Cypr.
- XIV wiek p.n.e. – Mykeńczycy opanowali wyspę.
- XV wiek – Wenecja podbiła Cypr.
- 1571 – Imperium Osmańskie zdobyło wyspę.
- 1878 – w wyniku kongresu berlińskiego Osmani odstąpili Cypr Wielkiej Brytanii.
- 1925 – wyspa oficjalnie kolonią brytyjską.
- 1950 – w referendum greccy Cypryjczycy w 60% opowiedzieli się za przyłączeniem do Grecji.
- 1957 – Cypr brytyjską autonomią.
- 1960 – wyspa uzyskała niepodległość.
- 1963 – starcia między mieszkańcami greckiej i tureckiej części wyspy.
- 1964 – oddziały UNFICYP wylądowały na terytorium Republiki Cypru.
- 15 lipca 1974 – domagająca się przyłączenia Cypru do Grecji opozycja, z Gwardią Narodową na czele, dokonała krwawego zamachu stanu obalając legalne władze Cypru, mordując przy okazji setki Turków i prorządowych Greków.
- 20 lipca 1974 – inwazja turecka zakończona pokonaniem Gwardii Narodowej i zajęciem północnej części wyspy, przez tureckie wojska okupacyjne, pozostające tam do dziś. Brak ruchu osobowego pomiędzy częściami podzielonej wyspy. Na nieokupowanej części terytorium do władzy powrócił legalny rząd Cypru, a teren ten stał się państwem niemal wyłącznie greckim etnicznie i językowo.
- 13 lutego 1975 – proklamowanie Tureckiego Federalnego Państwa Cypru (Kıbrıs Türk Federe Devleti), czysto nominalnie wchodzącego w skład Cypru. Rozpoczyna się masowa akcja kolonizacyjna, z zasiedlaniem północnej części wyspy przez Turków z kontynentu, aktualnie stanowiących już większą część jej mieszkańców.Meczet Lali Mustafy Paszy w Famaguście

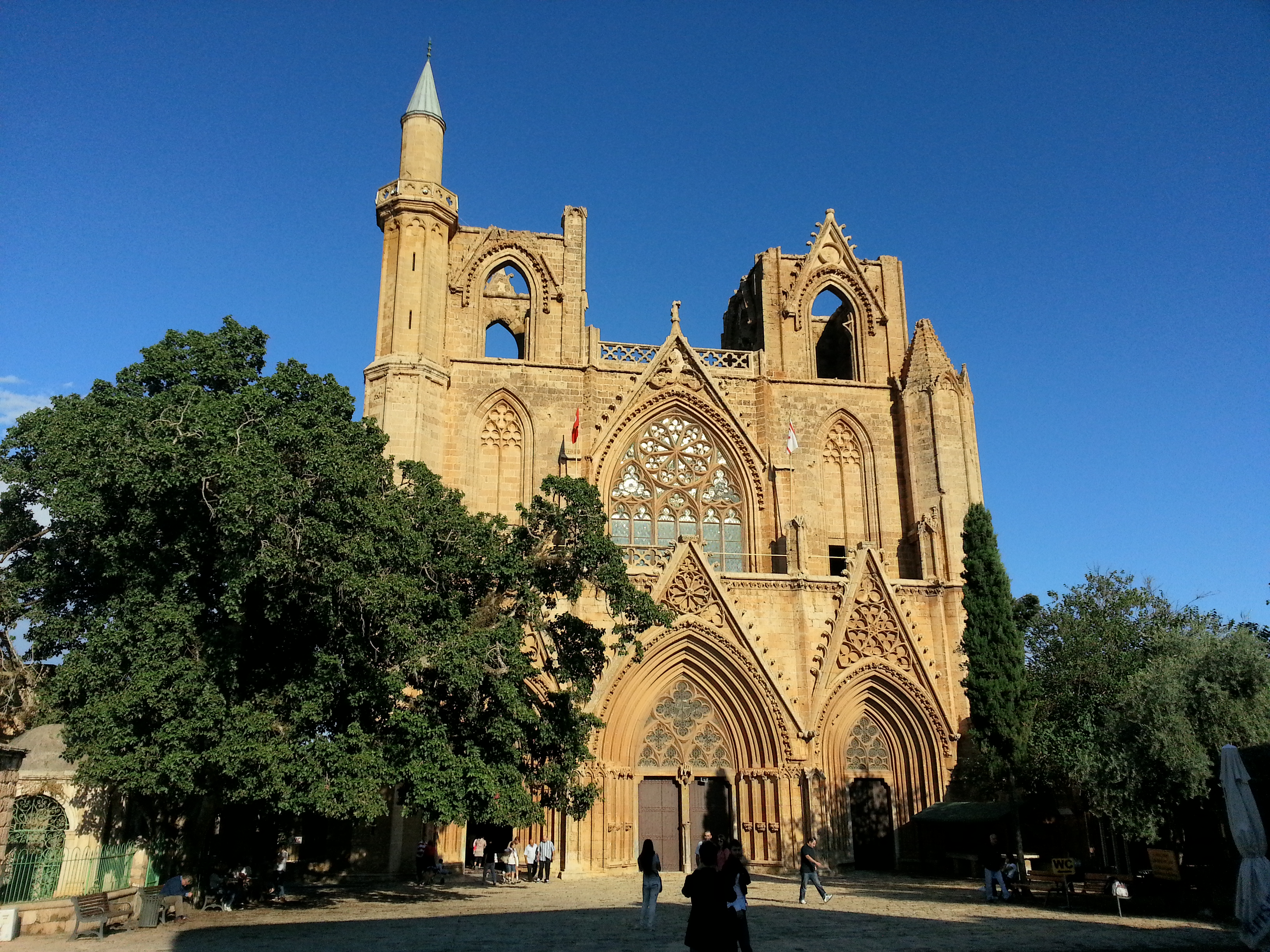
Meczet Lali Mustafy Paszy w Famaguście

- 15 listopada 1983 – proklamowano Turecką Republikę Północnego Cypru, ogłaszając jednocześnie niepodległość.
- 2003 – przywrócenie swobody przepływu osób pomiędzy obiema częściami wyspy, jako krótkie odwiedziny, bez możliwości zmiany stałego zamieszkiwania.
- 2004 – Referendum w sprawie zjednoczenia wyspy i akceptacja tzw. planu Annana zjednoczenia wyspy, przez większość mieszkańców Cypru Północnego. Plan odrzucony został po greckiej stronie wyspy, jako – zdaniem Greków – drastycznie nierówno traktujący strony konfliktu, ekonomicznie i w sferze bezpieczeństwa. W szczególności: zwrotowi podlegałaby tylko ⅓ własności ziemi, greckie siły zbrojne miałyby być niezwłocznie rozwiązane (oddziały cypryjskie) lub wycofane do Grecji (oddziały Republiki Greckiej), natomiast tureckie siły zbrojne miałyby pozostawać na wyspie, jeszcze przez co najmniej 15 lat. Wątpliwość Greków budziła też zbyt duża – ich zdaniem – liczba tureckich osadników, którzy mieliby następnie stać się obywatelami zjednoczonego Cypru.

## Demografia

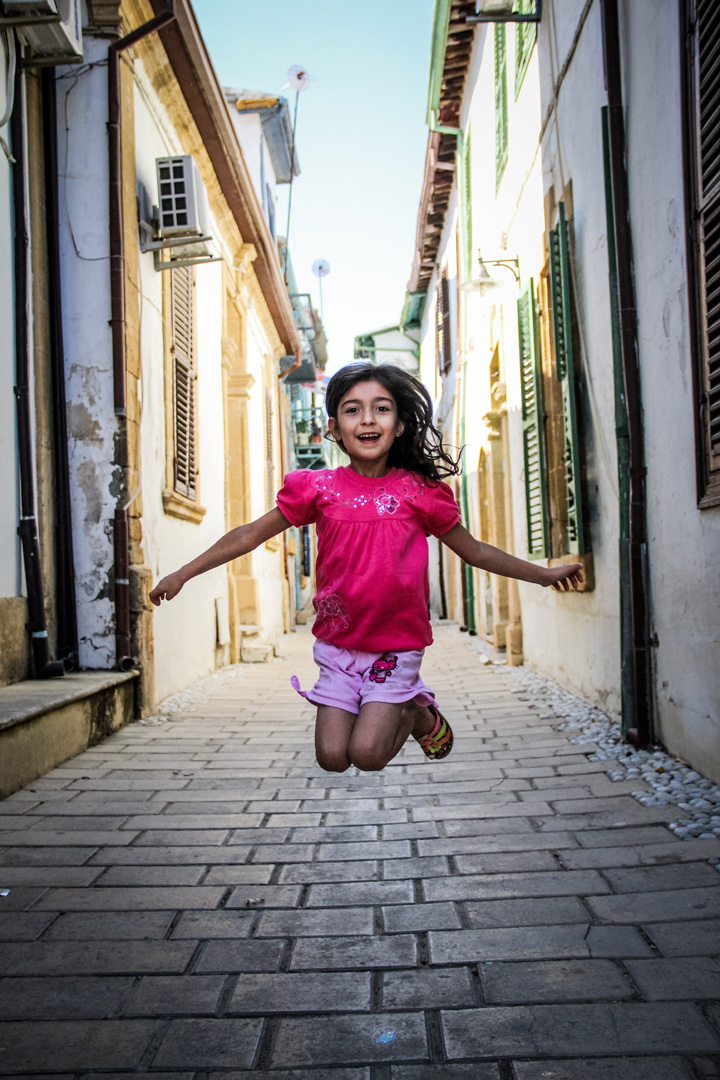
Dziewczyna z Nikozji Północnej

Zgodnie z wynikami spisu powszechnego z 2006 roku, przeprowadzonego przez władze Cypru Północnego, 120 007 obywateli Cypru Północnego (tj. 67,41%) posiadało obydwoje rodziców urodzonych na Cyprze oraz 12 628 (7,09%) jednego rodzica urodzonego na Cyprze, natomiast 42 572 obywateli Cypru Północnego (23,91%) posiada obydwoje rodziców urodzonych w Turcji. Ponadto według danych tego spisu 133 937 mieszkańców Cypru Północnego (50,5%) miało wyłącznie obywatelstwo Cypru Północnego, 42 795 mieszkańców (16,1%) miało, poza obywatelstwem Cypru Północnego, również inne obywatelstwo, w tym 33 870 (12,8%) tureckie, natomiast 77 731 mieszkańców (29,3%) miało wyłącznie tureckie obywatelstwo.

### Religie[1]
- Islam (99%)
- Chrześcijaństwo (0.4%)

## Siły zbrojne

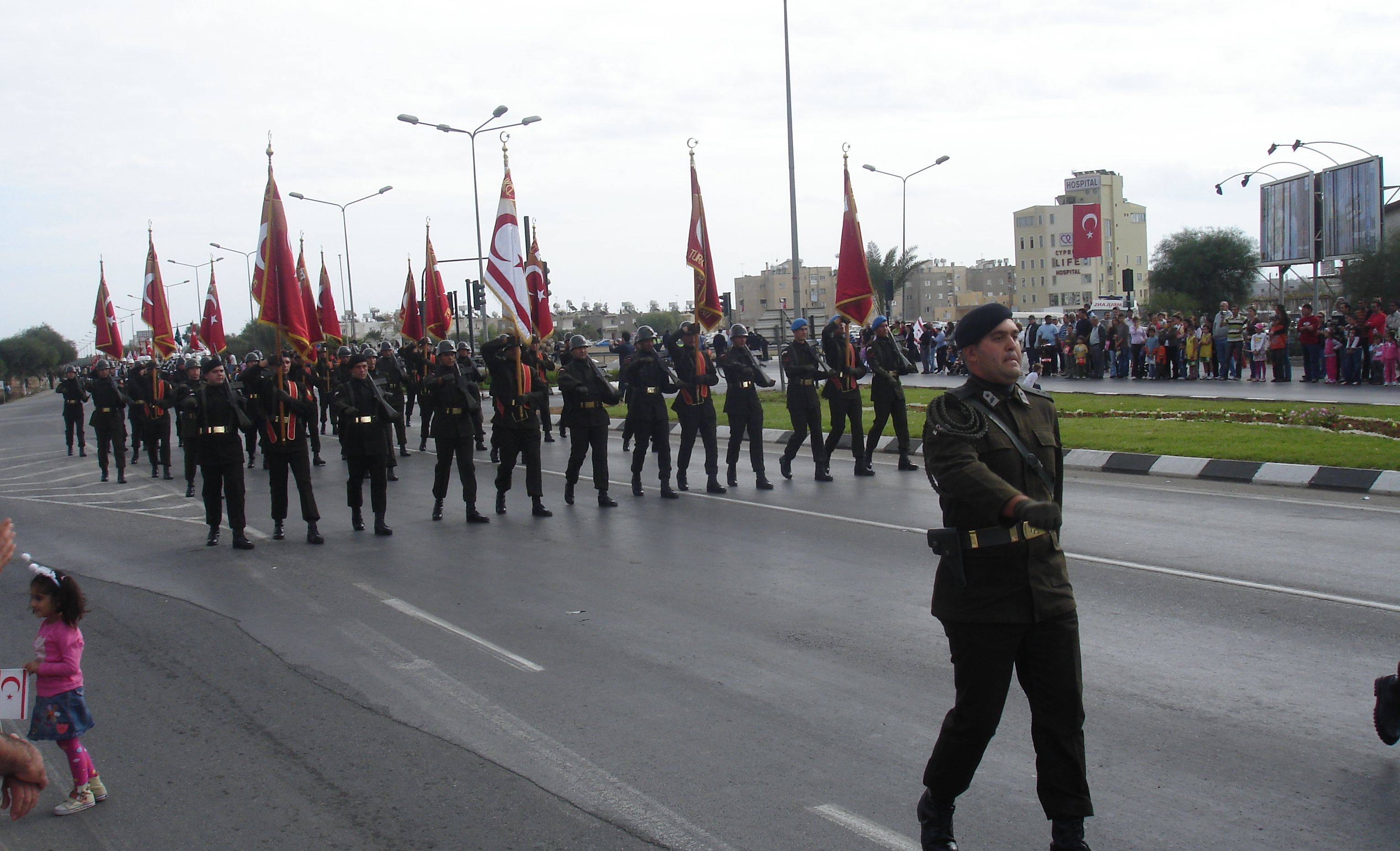
Parada żołnierzy sił zbrojnych Cypru Północnego w 2007

Siły zbrojne Tureckiej Republiki Cypru Północnego to Dowództwo Sił Bezpieczeństwa, które składa się z 8000 żołnierzy. Armia ta jest słabo uzbrojona i silnie uzależniona od Turcji, z której to czerpie większość swojego korpusu oficerskiego. Głównym zadaniem tych jednostek jest ochrona zielonej linii oraz utrzymanie bezpieczeństwa wewnętrznego.
Ponadto, na terenie Cypru Północnego, stacjonują również jednostki regularnych tureckich sił zbrojnych.

## Transport
Z Turcji z portów Alanya i Tasucu pływają promy przewoźnika Akgünler do portu Girne (Kirenia) na północnym wybrzeżu Cypru.
Port lotniczy Ercan – międzynarodowy port lotniczy położony 18 km na południowy wschód od Nikozji jest głównym portem lotniczym Cypru Północnego. Ze względu na położenie na tureckiej części wyspy, lotnisko jest obsługiwane wyłącznie przez tureckie linie takie jak Turkish Airlines, Onur Air czy Pegasus Airlines.